# Albaniola
Albaniola es un género de escarabajos de la familia Leiodidae.

## Especies
Se reconocen las siguientes:
- Albaniola acutipennis
- Albaniola casalei
- Albaniola gambarii
- Albaniola giachinoi
- Albaniola macedonica
- Albaniola merditana
- Albaniola moraveci
- Albaniola olympicola
- Albaniola rambouseki
- Albaniola remyi
- Albaniola thessalica
- Albaniola ulbrichi
- Albaniola xanthina